# Каргільський конфлікт
Каргільський конфлікт — прикордонний збройний конфлікт між Індією і Пакистаном, стався в 1999 році. Офіційні індійські представники під час конфлікту воліли не використовувати слово «війна», а пакистанська сторона взагалі заперечувала свою участь у ньому. В Індії також називають Операція Віджай (Операція Перемога).
Конфлікт є одним із прикладів військових дій у гірський місцевості, в результаті чого обидві сторони конфлікту мали серйозні проблеми з логістикою.

## Передісторія

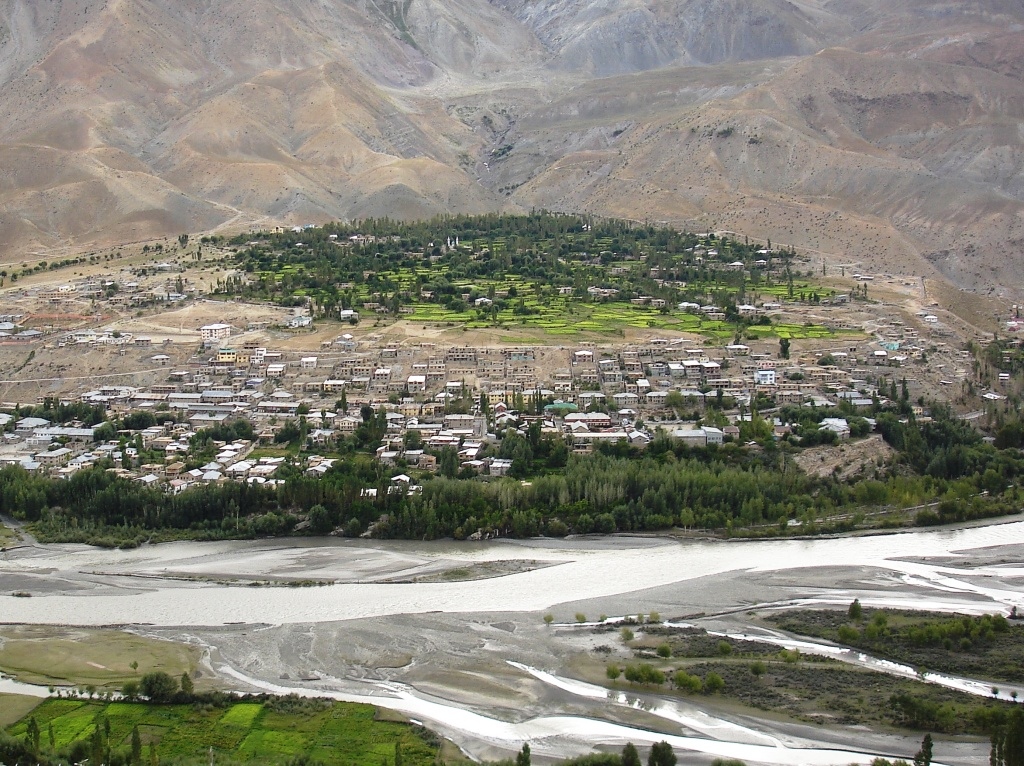
Місто Каргіл має важливе стратегічне значення

Наприкінці 1998 і початку 1999 року у відносинах між Індією і Пакистаном намітилося помітне потепління. Відбулося кілька зустрічей на вищому рівні, в лютому прем'єр—міністр Індії Атал Біхарі Ваджпаї відвідав пакистанське місто Лахор, де відкрив автобусне сполучення між ним та містом Амрітсар. Була підписана лахорська декларація, покликана знизити ризик випадкового або несанкціонованого застосування цими країнами ядерної зброї (у 1998 році обидві країни провели ядерні випробування). У той же час ключовою проблемою двосторонніх відносин залишалося питання про штат Джамму і Кашмір, розділений лінією контролю після війни 1947—1948 років. В індійській частині штату продовжували діяти партизани, що прагнули до відокремлення його від Індії і приєднання до Пакистану. На лінії контролю постійно відбувалися артилерійські перестрілки між двома країнами.
Не всі представники пакистанської військової еліти підтримували курс на зближення з Індією. У генеральному штабі пакистанської армії був розроблений план проникнення в індійську частину штату і зайняття ряду позицій в горах округу Каргіл, ймовірно, з метою змусити індійців покинути льодовик Сіачен, місце спорадичних бойових дій між прикордонниками двох країн у 1980-х роках. Існує невизначеність щодо того, чи поінформував начальник генштабу Первез Мушарраф про цей план прем'єр—міністра Пакистану Наваза Шаріфа. Сам Шаріф пізніше стверджував, що дізнався про події в Каргілі від індійської сторони.

## Втрати сторін
З 3 травня по 26 липня втрати тільки збройних сил Індії склали, згідно з офіційним звітом, 474 особи убитими і 1109 пораненими. Втрати частин, підпорядкованих МВС, зокрема прикордонних військ, також були значні (особовий склад кількох прикордонних застав на початку боїв загинув майже повністю). Під час боїв ВПС Індії не обійшлися без втрат. Усі збиті літальні апарати були, за даними більшості джерел, вражені за допомогою ПЗРК, імовірно, «Анза» пакистанського виробництва. Як стверджували пакистанські джерела, збиті літаки і гелікоптери були обстріляні в повітряному просторі Пакистану, при цьому список індійських втрат (нібито 5 літальних апаратів) виглядає наступним чином:

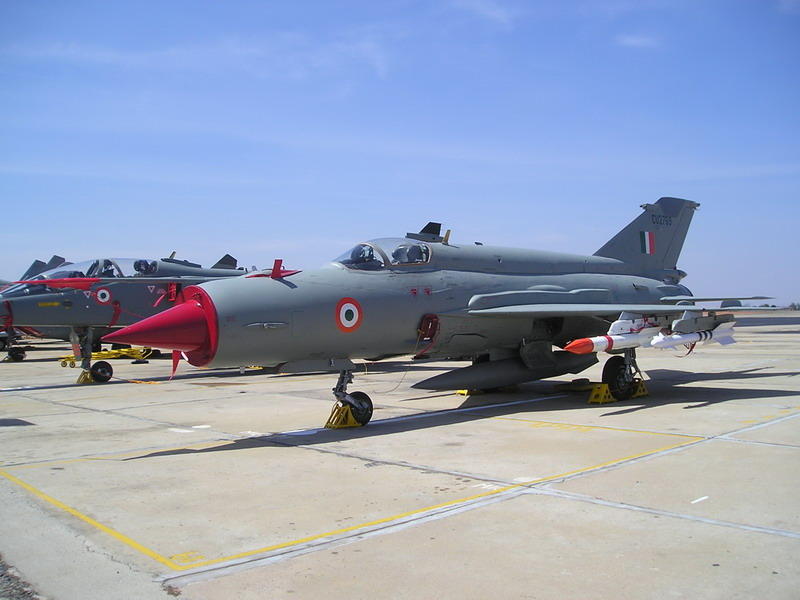
Винищувач МіГ-21 ВПС Індії

- 27 травня — МіГ-27 із 9 ескадрильї, який двічі протягом години завдавав ударів по позиціях пакистанських військ, був збитий об 11.15, впав на пакистанській стороні. Льотчик (лейтенант К. Начікета) узятий в полон, повернений Індії 4 червня.
- 27 травня — МіГ-21 Із 17 ескадрильї збитий у тому ж районі через 20 хвилин, впав на пакистанській стороні. Льотчик, командир 17 ескадрильї А. Ахуджа загинув.
- 28 травня — Мі-8 збитий під час удару НУРСами по позиціях пакистанських військ у секторі Мушкох. Впав на індійській стороні. П'ять офіцерів ВПС загинули.

Індійці, проте, офіційно не визнають втрату перших двох машин. Пакистанська інформація про їхнє падіння ґрунтується на досить спірних свідченнях.
Втрати бойовиків оцінити вкрай складно. Деякі індійські джерела згадують цифри аж до 3-4 тис. убитих, але це малоймовірно — навряд чи навіть загальна чисельність сепаратистів, які брали участь у конфлікті сягала половини від цього числа. Можна припускати втрати бойовиків убитими в 550—600 чол., тобто ненабагато більше, ніж втратили індійські війська. До цього числа варто, очевидно, включити і кілька десятків осіб із пакистанських регулярних частин, що поза всяким сумнівом брали участь у боях. Кількість поранених невідома. Втрат пакистанських ВПС відзначено не було у зв'язку з їхньою неучастю в конфлікті.

## Підсумки конфлікту
Конфлікт закінчився формально перемогою індійців, оскільки їм вдалося відбити практично усі території, захоплені бойовиками в перші дні боїв.
Перемогу вдалося здобути ціною вкрай високої напруги військ, створюючи чисельну перевагу, із застосуванням авіації і важкого озброєння — при тому, що бойовики були оснащені тільки легкою та стрілецькою зброєю (пакистанська артилерія, хоча й давала про себе знати, застосовувалася все ж досить вузько).
Політичні наслідки були невигідні для Пакистану. Поразка позначилося на моральному стані збройних сил країни і в цілому завдала шкоди репутації пакистанських військових та уряду. Напружені відносини, що склалися після війни між Н. Шаріфом і начштабу сухопутних військ П. Мушаррафом, вилилися в державний переворот і усунення Н. Шаріфа з поста прем'єр-міністра. У Пакистані знову, після 12-ти річної перерви, прийшли до влади військові.